# Placówka Straży Celnej „Sopotnia Wielka”

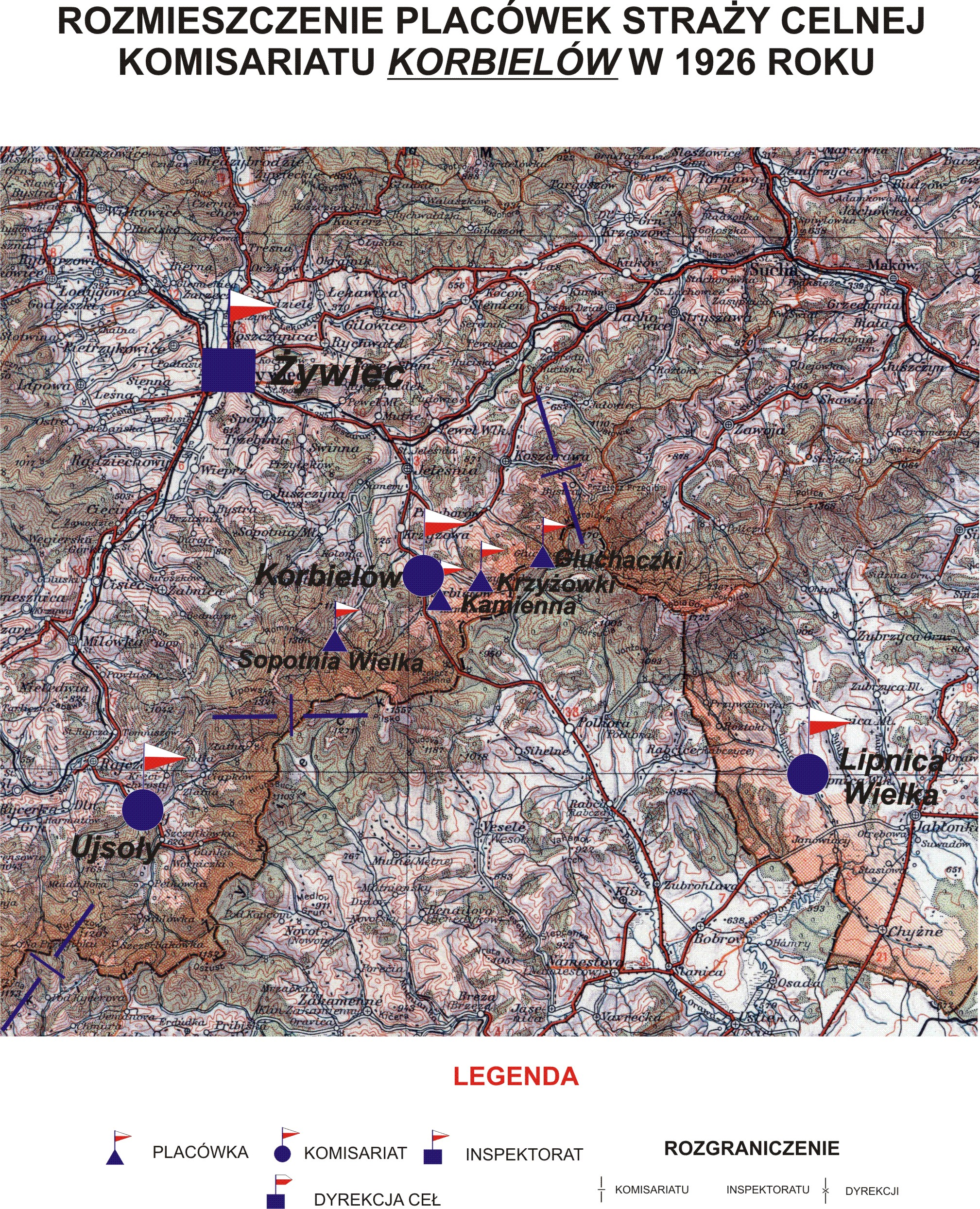
Rozmieszczenie placówek SC Komisariatu Korbielów w 1926

Placówka Straży Celnej „Sopotnia Wielka” – jednostka organizacyjna Straży Celnej pełniąca w okresie międzywojennym służbę ochronną na granicy polsko-czechosłowackiej.

## Formowanie i zmiany organizacyjne
Na wniosek Ministerstwa Skarbu, uchwałą z 10 marca 1920 roku, powołano do życia Straż Celną. Jednostki Straży Celnej rozpoczęły przejmowanie odcinków granicy od pododdziałów Batalionów Celnych. W 1921 roku w Korbielowie stacjonował sztab 1 kompanii 7 batalionu celnego. Kompania wystawiała również placówkę w Sopotni Wielkiej. W 1922 roku w Korbielowie stacjonował sztab 4 kompanii 7 batalionu celnego. Kompania wystawiała również placówkę w Sopotni Wielkiej. Proces tworzenia Straży Celnej trwał do końca 1922 roku. Placówka Straży Celnej „Sopotnia Wielka” weszła w podporządkowanie komisariatu Straży Celnej „Korbielów” z Inspektoratu SC „Żywiec”.
W drugiej połowie 1927 roku przystąpiono do gruntownej reorganizacji Straży Celnej. W praktyce skutkowało to rozwiązaniem tej formacji granicznej. Ochronę północnej, zachodniej i południowej granicy państwa przejęła powołana z dniem 2 kwietnia 1928 roku Straż Graniczna.
Rozkazem nr 10 z 5 listopada 1929 roku w sprawie reorganizacji Śląskiego Inspektoratu Okręgowego komendant Straży Granicznej płk Jan Jur-Gorzechowski powołał komisariat Straży Granicznej „Korbielów”. 
Placówka Straży Granicznej I linii „Sopotnia” znalazła się w jego strukturze.

## Funkcjonariusze placówki
Kierownicy placówki
| stopień    | imię i nazwisko, numer | okres pełnienia służby | kolejne stanowisko |
| ---------- | ---------------------- | ---------------------- | ------------------ |
| przodownik | Józef Skubel (366)     | był w 1926             |                    |

Obsada personalna placówki w 1926:
- przodownik Józef Skubel (366)
- strażnik Wawrzyniec Łuś (1563)
- strażnik Roman Piotrowski (1808)
- strażnik Franciszek Ratajczak (2061)
- strażnik Maksymilian Ratajczak (1499)
- strażnik Wojciech Smentek (1506)
- strażnik Stanisław Wierzbicki (1295)
- strażnik Ludwik Walkowiak (1340)